# Vjačeslav Moše Kantor
Vjačeslav Moše Kantor (rusky Вячеслав Моше Кантор, * 8. září 1953 v Moskvě) je ruský podnikatel, miliardář a filantrop. V současnosti působí jako předseda Evropského židovského kongresu (EJC). Kvůli úzkým vazbám na Vladimira Putina byl roku 2022 zařazen na evropský sankční seznam.

## Život a kariéra
Narodil se v Moskvě. Zde také strávil své mládí a získal zde v roce 1976 titul v Leteckém Institutu. V roce 1981 obhájil dizertační práci na téma Vesmírné automatizované kontrolní systémy a získal titul PhD.
V letech 1989 až 1993 byl ředitelem ruské počítačové společnosti Intelmas. V roce 1993 získal v rámci privatizace 30 % podíl ve státní továrně Azot na výrobu hnojiv na bázi kyseliny dusičné v Rusku, kterou později celou ovládl, když skoupil zaměstnanecké akcie. Chemička je základem jeho současné Acron Group, která provádí výrobu a distribuci minerálních hnojiv a v roce 2008 byla zalistována na London Stock Exchange. V roce 2012 odhadl Forbes jeho jmění na 2,3 miliardy dolarů, což ho činí 39 nejbohatším podnikatelem v Rusku a 546 nejbohatším podnikatelem na světě dle žebříčku Forbes.
Kantor je ženatý, má tři syny a dceru. Má ruské a izraelské občanství. Koncem 90. let žil s rodinou v Ženevě, nyní žijí v Londýně.
Kvůli úzkým vazbám na Vladimira Putina jej Rada Evropské unie 8. dubna 2022 zařadila na sankční seznam vydaný v reakci na ruskou invazi na Ukrajinu. Je také na sankčních seznamech Švýcarska, Ukrajiny, Spojeného království, Francie, Belgie a Polska.

## Veřejné aktivity
Je předsedou Evropského židovského kongresu (EJC) a angažuje se v boji proti antisemitismu a rasismu. Přispěl k revitalizaci židovského života v Evropě i mimo ni. Spolupředsedá Evropské radě pro toleranci a usmíření (European Council on Tolerance and reconciliation – ECTR) a snaží se posilovat vzájemnou toleranci v současném světě. Předsedá Mezinárodnímu lucemburskému fóru pro prevenci jaderných katastrof a zapojuje se do hledání cest jak zabránit šíření jaderných zbraní.
Stojí v čele mnoha komunálních a občanských společností. Přispěl k rozvoji konceptu evropského modelu Národního statutu pro podporu tolerance. Podporou tohoto konceptu dal podnět ke vzniku Evropského akademického centra, které se věnuje výzkumu a studiu netolerance.
Podporou tolerance a usmíření, lidských práv a mezináboženského dialogu a bojem proti antisemitismu a rasismu získal řadu ocenění od hlav evropských států. Mezi ně patří Velkokříž řádu za zásluhy (2013) Je to nejvyšší ocenění, které může v Itálii získat příslušník jiného národa. Také získal prestižní francouzské ocenění Řád čestné legie (2014).

### Židovská komunita
Od roku 2007 byl předsedou Evropského židovského kongresu. Znovu byl zvolen v letech 2008 a 2012. Evropský židovský kongres je světská organizace, která reprezentuje zájmy dvouapůl milionu evropských židů napříč Evropou. Zastupuje zájmy čtyřicetidvou národních židovských komunit.
Angažuje se v šíření vědomostí o holokaustu. Jeho cílem je zachovat vzpomínky na tragické události dvacátého století. Založil a vede Světové fórum holokaustu (World Holocaust Forum – WHF) a Evropský židovský fond (EJF).
Jako předseda nadace WHF inicioval a organizoval připomínkovou akci, která se konala v den 65. výročí od osvobození vyhlazovacího tábora Auschwitz-Birkenau 27. ledna 2005 v Krakově. Akce nesla příznačný název "Let My People Live!" (nech můj lid žít). Tohoto celosvětového fóra se účastnilo více než 40 hlav států a oficiálních delegací.
V důsledku angažmá v podpoře židovského života se stal zakladatelem a předsedou Evropského židovského fondu (EJF), který podporuje židovský život napříč Evropou a vytváří podpůrné programy k posílení židovské identity a hrdosti. Zaměřuje se na spojení mladých lidí se židovským kulturním dědictvím. Je také předsedou Yad Vashem v Jerusalému a byl zvolen předsedou Politické rady Světového židovského kongresu.

### Tolerance a usmíření
Je zapojen do podpory a prosazování tolerance a usmíření v Evropě. V roce 2008 založil Evropskou radu pro toleranci a usmíření (ECTR), které spolupředsedal s bývalým členem komunistické Polské sjednocené dělnické strany a prezidentem Aleksandrem Kwaśniewskim. ECTR je nevládní organizace, složená z bývalých hlav evropských států, laureátů Nobelovy ceny míru a dalších světově uznávaných jednotlivců v oblasti prosazování tolerance. ECTR bylo založeno s cílem bojovat proti xenofobii, extremismu a antisemitismu a monitoruje snahu evropských států přiklánět se k principům tolerance. ECTR rozvíjí praktické iniciativy a přichází s doporučeními pro prosazování vzájemného pochopení mezi kulturami. ECTR povzbuzuje státy k důslednému dohledu nad "netolerantními" osobami.

### Nešíření jaderných zbraní
V roce 2007 byl zvolen prezidentem Mezinárodního lucemburského fóra pro zabránění jaderným katastrofám, což je mezinárodní nevládní organizace, která sjednocuje světově uznávané experty na nešíření jaderných zbraní, materiálu a nosných zařízení. Aktivity lucemburského fóra se zaměřují na diskusi o jaderné bezpečnosti a nešíření jaderných zbraní, a na tvorbu návrhů a doporučení politikům a diplomatům. Tato doporučení zahrnují posílení jaderné bezpečnosti. Fórum se také snaží zabránit zevšedňování jaderné hrozby v současném světě a poskytuje věrohodné informace o současné sitauci ve státech a regionech, kterých se tato hrozba týká nejvíce (Blízký východ, Korejský poloostrov, jižní Asie).

## Vyznamenání a ocenění
- Řád přátelství (Rusko, 1998)
- Důstojnický kříž Řádu za zásluhy (Polsko, 2005)
- Řád knížete Jaroslava moudrého (Ukrajina, 2006)
- Leopoldův Řád (Belgie, 2009)
- Rytíř Řádu čestné legie (Francie, 2012)
- VDlkokříž Řádu za zásluhy o Italskou republiku (Itálie, 2013)
- Velkokříž s vyznamenáním Státního řádu za zásluhy (Rumunsko, 2014)
- Důstojník národního řádu Čestné legie (Francie, 2014)

- Čestný doktorát na univerzitě Tel Aviv (2004),[10]
- Medaili za zásluhy zásluha o toleranci od Ekumenické nadace tolerance (2011)
- Cenu European Jewish Leadership (2012).

## Umění
Je předsedou muzea avantgardního umění (MAGMA), které sám založil v roce 2001. Muzeum disponuje největší a nejvýznamnější světovou soukromou sbírkou ruského avantgardního umění 20. století. Tento umělecký proud byl znám v letech 1890 až 1930. Sbírka obsahuje díla autorů jako je Marc Chagall, Chaim Soutine a Mark Rothko.